# كاسيموف
كاسيموف (بالروسية: Касимов) هي إحدى مدن روسيا في الكيان الفدرالي الروسي ريازان أوبلاست.